# Dibrachys kojimae
Dibrachys kojimae är en stekelart som först beskrevs av Ishii 1938.  Dibrachys kojimae ingår i släktet Dibrachys och familjen puppglanssteklar. Inga underarter finns listade i Catalogue of Life.